# Odontotrypes mursini
Odontotrypes mursini är en skalbaggsart som beskrevs av Nikolajev 1998. Odontotrypes mursini ingår i släktet Odontotrypes och familjen tordyvlar. Inga underarter finns listade i Catalogue of Life.